# Henry Welsford
Henry Reed Welsford (14. juni 1900 - april 1974) var en amerikansk roer.
Welsford vandt bronze i firer med styrmand ved OL 1924 i Paris, sammen med Bob Gerhardt, Sid Jelinek, Edward Mitchell og styrmand John Kennedy. Der deltog i alt 10 lande i disciplinen, hvor Schweiz og Frankrig vandt henholdsvis guld og sølv foran den amerikanske båd. Det var det eneste OL han deltog i.

## OL-medaljer
- 1924:  Bronze i firer med styrmand